# Ted Nolan
Theodore John "Ted" Nolan, född 7 april 1958 i Garden River, är en kanadensisk före detta professionell ishockeyspelare och aktiv ishockeytränare som tränar ishockeyorganisationen Buffalo Sabres i National Hockey League (NHL) sedan 13 november 2013.

## Spelarkarriären
Han draftades i femte rundan i 1978 års draft av Detroit Red Wings som 78:e spelare totalt.
Nolan tillbringade tre säsonger i den nordamerikanska ishockeyligan NHL, där han spelade för ishockeyorganisationerna Detroit Red Wings och Pittsburgh Penguins. Han lyckades producera 21 poäng (6 mål och 16 assists) samt 105 utvisningsminuter på 78 grundspelsmatcher. Han spelade även på lägre nivåer för Adirondack Red Wings, Rochester Americans och Baltimore Skipjacks i American Hockey League (AHL), Kansas City Red Wings i Central Hockey League (CHL) och Sault Ste. Marie Greyhounds i Ontario Major Junior Hockey League (OMJHL).

### Statistik
| 1975–1976    | Kenora Thistles             | MJHL         | 51  | 24  | 32  | 56  | 56  | —  | —  | —  | —  | —  |
| 1976–1977    | Sault Ste. Marie Greyhounds | OMJHL        | 60  | 8   | 16  | 24  | 109 | 9  | 1  | 2  | 3  | 19 |
| 1977–1978    | Sault Ste. Marie Greyhounds | OMJHL        | 66  | 14  | 30  | 44  | 106 | 13 | 1  | 3  | 4  | 20 |
| 1978–1979    | Kansas City Red Wings       | CHL          | 73  | 12  | 38  | 50  | 66  | 4  | 1  | 2  | 3  | 0  |
| 1979–1980    | Adirondack Red Wings        | AHL          | 75  | 16  | 24  | 40  | 106 | 5  | 0  | 1  | 1  | 0  |
| 1980–1981    | Adirondack Red Wings        | AHL          | 76  | 22  | 28  | 50  | 86  | 18 | 6  | 10 | 16 | 11 |
| 1981–1982    | Detroit Red Wings           | NHL          | 41  | 4   | 13  | 17  | 45  | —  | —  | —  | —  | —  |
|              | Adirondack Red Wings        | AHL          | 39  | 12  | 18  | 30  | 81  | —  | —  | —  | —  | —  |
| 1982–1983    | Adirondack Red Wings        | AHL          | 78  | 24  | 40  | 64  | 106 | 6  | 2  | 5  | 7  | 14 |
| 1983–1984    | Detroit Red Wings           | NHL          | 19  | 1   | 2   | 3   | 26  | —  | —  | —  | —  | —  |
|              | Adirondack Red Wings        | AHL          | 31  | 10  | 16  | 26  | 76  | 7  | 2  | 3  | 5  | 18 |
| 1984–1985    | Rochester Americans         | AHL          | 65  | 28  | 34  | 62  | 152 | 5  | 4  | 0  | 4  | 18 |
| 1985–1986    | Pittsburgh Penguins         | NHL          | 18  | 1   | 1   | 2   | 34  | —  | —  | —  | —  | —  |
|              | Baltimore Skipjacks         | AHL          | 10  | 4   | 4   | 8   | 19  | —  | —  | —  | —  | —  |
| NHL totalt   | NHL totalt                  | NHL totalt   | 78  | 6   | 16  | 21  | 105 | —  | —  | —  | —  | —  |
| AHL totalt   | AHL totalt                  | AHL totalt   | 374 | 116 | 164 | 280 | 626 | 41 | 14 | 19 | 33 | 61 |
| CHL totalt   | CHL totalt                  | CHL totalt   | 73  | 12  | 38  | 50  | 66  | 4  | 1  | 2  | 3  | 0  |
| OMJHL totalt | OMJHL totalt                | OMJHL totalt | 126 | 22  | 46  | 68  | 215 | 22 | 2  | 5  | 7  | 39 |

## Tränarkarriären
1988 blev Nolan utsedd till assisterande tränare åt OHL-laget Sault Ste. Marie Greyhounds, drygt ett halvår senare ersatte han tränaren Don Boyd som fick gå efter dåliga resultat. Han var tränare i Greyhounds fram till 1994 och under den tiden vann han Memorial Cup för säsong 1992-1993. Nolan tillbringade efterföljande säsong som assisterande tränare åt Hartford Whalers i NHL, innan Buffalo Sabres valde att anställa honom som sin tränare 1995. Första säsongen med Sabres gick inte så vidare bra varav de missade slutspel, däremot gick andra säsongen betydligt bättre och han lyckades ta Sabres till semifinal i konferensslutspelet i Eastern och som resulterade i att han blev utsedd till säsongens tränare och fick motta Jack Adams Award. Han var dock i konflikt med lagets superstjärna i tjeckiska målvakten Dominik Hašek och general managern John Muckler under sin tid i Sabres, det gick så långt att efter NHL:s prisutdelningsceremoni  så sade Muckler rakt ut i en intervju att det vore bäst om inte Nolan återvände till Sabres. Muckler fick dock sparken senare under sommaren och ersättaren Darcy Regier ville ha kvar Nolan som tränare men Nolan tyckte att Regier och Sabres erbjudande på ett år och $500 000 i lön var en förolämpning och sade nej. Regier valde att inte gå vidare och Nolan blev klubblös. Nolan höll sig undan NHL de kommande nio åren även om han fick erbjudanden om att träna Tampa Bay Lightning och vara assisterande tränare i New York Islanders. 2005 gjorde Nolan comeback i ishockeyn och blev tränare och chef för ishockeyverksamheten för LHJMQ-laget Moncton Wildcats och förde dem till final i Memorial Cup, dock blev Remparts de Québec för svåra. Den 8 juni 2006 meddelade New York Islanders att man hade anställt Nolan som ny tränare efter man hade sparkat den tillfälliga tränaren Brad Shaw. Det var en turbulent sommar för Islanders men ändå lyckades Nolan ta laget till slutspel. Man åkte dock ut redan i första omgången mot Nolans gamla arbetsgivare Sabres. Laget kunde dock inte matcha föregående säsongs framgångar och man missade slutspelet. Nolan fick sparken från Islanders den 14 juli 2008. Den 1 juli 2009 blev Nolan anställd som vicepresident för ishockeyverksamheten för sitt gamla lag Rochester Americans i AHL. Han var där fram till 2011 när Sabres köpte upp Americans och där lagets lagledning gick samman med Sabres och då fanns det inte plats för Nolan längre. Den 3 augusti 2011 blev det offentligt att Latvijas Hokeja federācija hade utsett honom till ny förbundskapten för det lettiska herrishockeylandslaget. Han ledde landslaget till en tionde plats i världsmästerskapet i ishockey för herrar 2012 och en elfte plats i världsmästerskapet i ishockey för herrar 2013. Den 13 november 2013 meddelades att Nolan återvände till Sabres och blev temporär tränare resten av säsongen 2013-2014, efter att NHL-organisationen hade sparkat sin tränare Ron Rolston. Nolan fortsatte dock också att vara förbundskapten för Lettland och ledde laget till en åttonde plats i olympiska vinterspelen 2014. Den 31 mars 2014 blev han permanent tränare för Sabres när han skrev på ett treårigt avtal med NHL-organisationen. Hans sista turnering med det lettiska ishockeylandslaget var vid världsmästerskapet i ishockey för herrar 2014 och där de slutade på en elfte plats. Den 7 juli 2014 meddelades det att Nolan hade avgått som förbundskapten för Lettland och blev ersatt av Aleksandrs Beļavskis.

### Statistik
Källa: 
| Lag    | År        | Grundserie | Grundserie | Grundserie | Grundserie | Grundserie      | Grundserie | Grundserie      | Slutspel                   |  |
| Lag    | År        | Matcher    | Vinster    | Förluster  | Oavgjorda  | Övertidsvinster | Poäng      | Placering       | Resultat                   |  |
| ------ | --------- | ---------- | ---------- | ---------- | ---------- | --------------- | ---------- | --------------- | -------------------------- |  |
| BUF    | 1995–1996 | 82         | 33         | 42         | 7          | —               | 73         | 4:e i Northeast | Missade slutspel.          |  |
| BUF    | 1996–1997 | 82         | 40         | 30         | 12         | —               | 92         | 1:a i Northeast | Förlorade i andra rundan.  |  |
| NYI    | 2006–2007 | 82         | 40         | 30         | —          | 12              | 92         | 4:e i Atlantic  | Förlorade i första rundan. |  |
| NYI    | 2007–2008 | 81         | 34         | 38         | —          | 9               | 79         | 5:e i Atlantic  | Missade slutspel.          |  |
| BUF    | 2013–2014 | 62         | 17         | 36         | —          | 9               | 43         | 8:e i Atlantic  | Missade slutspel.          |  |
| BUF    | 2014–2015 |            |            |            | —          |                 |            |                 | Ej påbörjad säsong.        |  |
| Totalt | Totalt    | 389        | 164        | 176        | 19         | 30              | 377        |                 |                            |  |

## Personligt
Han tillhör folkslaget Ojibwa, som ingår i First Nations.
Nolan har två söner; Jordan som spelar för Los Angeles Kings och är tvåfaldig Stanley Cup-mästare (2011-2012 & 2013-2014) och Brandon som är före detta ishockeyspelare som spelade sex NHL-matcher för Carolina Hurricanes under sin aktiva spelarkarriär.